# Daigo
Daigo (醍醐天皇, Daigo-tennō; 6 febbraio 885 – 23 ottobre 930) è stato il 60º imperatore del Giappone secondo il tradizionale ordine di successione.

## Biografia
Il suo regno ebbe inizio nell'897 terminando poi nel 930. Il suo nome personale era Atsuhito (敦仁親王?).
Dall'imperatrice Fujiwara no Onshi (藤原穏子?) (885-954), figlia di Kampaku Fujiwara no Mototsune (藤原基経?) ebbe numerosi figli, fra cui:
- Yasuakira (保明親王?) (903-923)
- Koushi (康子内親王?) (919-957), sposa di Udaijin Fujiwara no Morosuke (藤原師輔?)
- Yutaakira (寛明親王?) (923-952) (in seguito imperatore Suzaku)
- Nariakira (成明親王?) (926-967) (in seguito imperatore Murakami)

Ebbe altre compagne fra cui Minamoto no Washi (源和子?) (?-947), la figlia dell'imperatore Kōkō, da lei ebbe fra gli altri:
- Keishi (慶子内親王?) (903-923), sposa di Atsukata, il figlio dell'imperatore Uda
- Tsuneakira (常明親王?) (906-944)
- Noriakira (式明親王?) (907-967)
- Ariakira (有明親王?) (910-961)
- Shōshi (韶子内親王?) (918-980), sposò Tachibana no Korekaze (橘惟風?)
- Seishi/Tadako (斉子内親王?) (921-936)